# ناوچه کلاس قلعه
ناوچه کلاس قلعه (به انگلیسی: Castle-class corvette) یک کلاس از کشتی است که طول آن ۲۵۲ فوت (۷۷ متر) می‌باشد.